# Rete tranviaria di Kazan'
La rete tranviaria di Kazan' è una rete composta di 5 linee tranviarie che serve la città russa di Kazan' capitale della repubblica del Tatarstan, in Russia. È in programma l'estensione fino a 23 linee. Inaugurata il 20 novembre 1899 fu una delle prime a trazione elettrica della Russia.